# Raunheim
Raunheim è una città tedesca di 16 542 abitanti, situata nel land dell'Assia.

## Amministrazione

### Gemellaggi
Trofarello